# Eugeniusz Wierzbicki

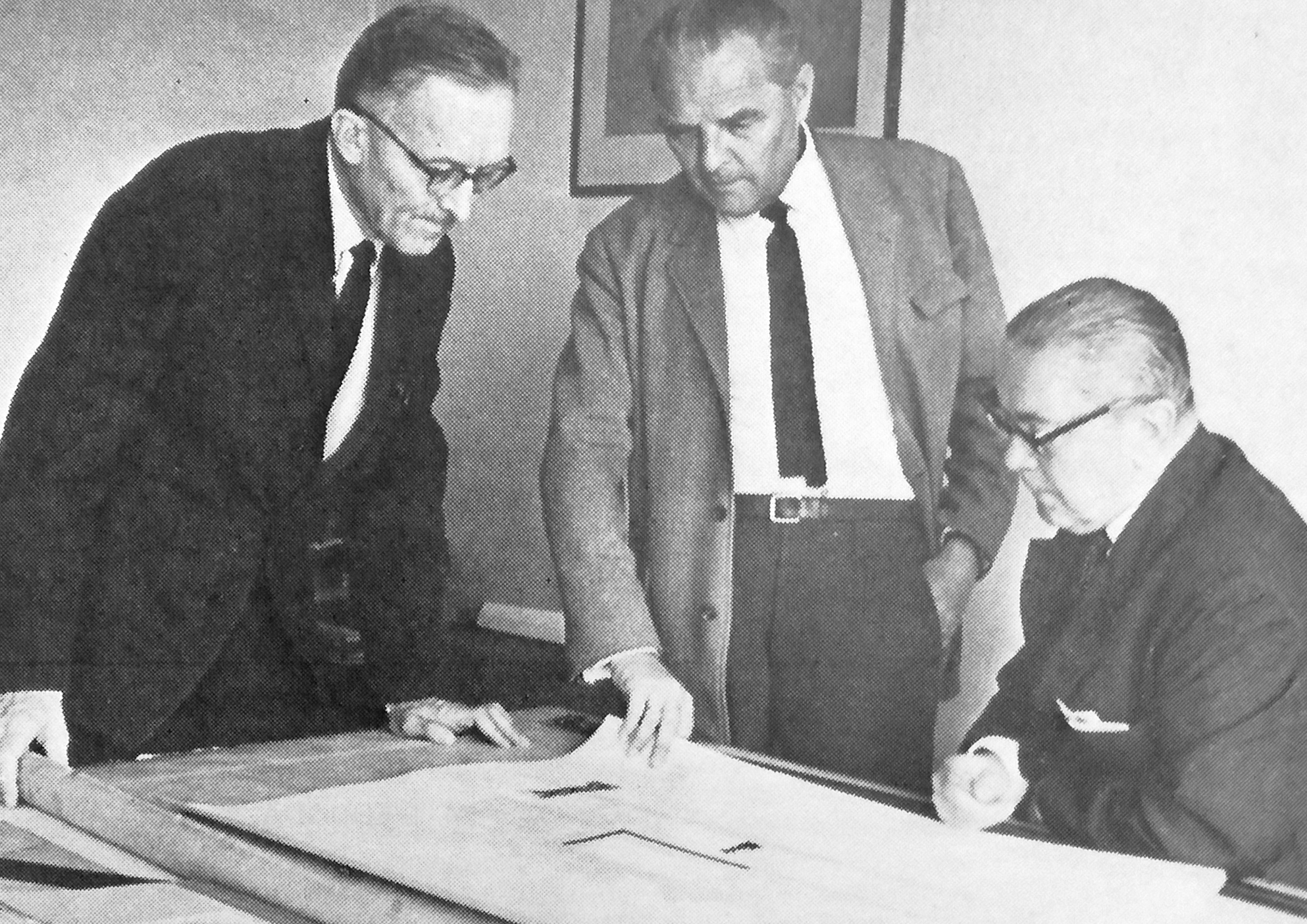
Eugeniusz Wierzbicki (pierwszy z lewej) z pozostałymi członkami „Tygrysów”, Wacławem Kłyszewskim i Jerzym Mokrzyńskim (1973)

Eugeniusz Wierzbicki (ur. 31 marca 1909 w Chanżenkowie, zm. 1 kwietnia 1991 w Warszawie) – polski architekt, przedstawiciel modernizmu, członek autorskiego zespołu architektów „Tygrysy”; podporucznik artylerii rezerwy Wojska Polskiego II RP.

## Życiorys
Absolwent Politechniki Warszawskiej z 1936 r. W latach 1936–1939 prowadził prywatną pracownię architektoniczną. Był członkiem autorskiego zespołu architektów „Tygrysy” (z Wacławem Kłyszewskim i Jerzym Mokrzyńskim). Na stopień podporucznika został mianowany ze starszeństwem z 1 stycznia 1936 i 143. lokatą w korpusie oficerów rezerwy artylerii.
Zmobilizowany w 1939 r. walczył w wojnie obronnej 1939. Po kampanii wrześniowej zakończonej w Krzywdzie pod Kockiem, dostał się do niewoli niemieckiej. Przebywał w Oflagu II B Arnswalde i II D Gross Born. W Oflagu II B był jednym z organizatorów Teatru Symbolów, projektował m.in. dekoracje dla teatru obozowego. Scenograf. Ponadto w Choszcznie był członkiem redakcji pisma obozowego Za drutami. W niewoli zajmował się także pracą dydaktyczną, wykładał na obozowym wydziale architektury. Współzałożyciel pisma Alkaidy. Nie ewakuował się z większością obozu. Uwolniony został przez oddziały ludowego Wojska Polskiego. Pierwsze dni wolności spędził w Jastrowiu razem z Leonem Kruczkowskim.
Po wojnie stał się znanym architektem polskim. Pracował kolejno: w Biurze Odbudowy Stolicy i Biurze Urbanistycznym Warszawy (1945–1948), Zjednoczonych Pracowniach Architektury. Warszawa (1948–1950) oraz w innych warszawskich biurach projektowych (1948–1974). W 1974 roku przeszedł na emeryturę. 20 sierpnia 1980 roku podpisał apel 64 uczonych, pisarzy i publicystów do władz komunistycznych o podjęcie dialogu ze strajkującymi robotnikami.
Członek SARP od 1936. W latach 1952–1953 prezesował Oddziałowi Warszawskiemu Stowarzyszenia Architektów Polskich. W 1953 roku został prezesem Zarządu Głównego. Funkcje te pełnił do 1957. Największe osiągnięcia zrealizował w autorskim zespole architektów „Tygrysy”. W ramach tego zespołu współautor projektów: Domu Partii w Warszawie (1947–1952), domu mieszkalnego przy ulicy Kredytowej uznanego za „Mister Warszawy” (1959), muzeum i hotelu w Białowieży (1965–1967), Muzeum Sztuki Współczesnej w Skopje (1966), osiedla mieszkaniowego w Aninie (1967), dworca kolejowego w Katowicach (1967–1972) – Nagroda Śląska 1972 r., hotelu w Łowiczu (1970), domu marynarza w Szczecinie („Mister Szczecina” w 1972 r.), Muzeum Tatrzańskiego w Zakopanem (1974–1980).
Zmarł w Warszawie, pochowany na cmentarzu Powązkowskim (kwatera 110-2-17).

## Ordery i odznaczenia
- Order Sztandaru Pracy II klasy (1969)
- Krzyż Kawalerski Orderu Odrodzenia Polski
- Odznaka „Milionera” (1974)
- Złota Odznaka SARP (1955)

Źródło:.

## Nagrody
- Nagroda Państwowa III stopnia (zespołowa) za projekt gmachu KC PZPR (1951)[7]
- Nagroda Państwowa II stopnia (zespołowa) za całość działalności architektonicznej w minionym 10-leciu (1955)[8]
- „Mister Warszawy” (1959)
- Honorowa Nagroda SARP (wspólnie z Jerzym Mokrzyńskim i Eugeniuszem Wierzbickim) (1968)
- „Mister Szczecina” (1972)
- Nagroda Śląska (1972)
- Nagroda Ministra Budownictwa i Przemysłu Materiałów Budowlanych I stopnia (zespołowa) (1973)
- Nagroda Państwowa I stopnia (1974)

Źródło:.